# Apeadero de Oura
El Apeadero de Oura es una plataforma ferroviaria desactivada de la Línea del Corgo, que servía a la localidad de Oura, en el ayuntamiento de Chaves, en Portugal.

## Historia

### Planificación e inauguración
El tramo entre las estaciones de Pedras Salgadas y Vidago, donde este apeadero se encontraba, fue inaugurado el 20 de marzo de 1910.

### Expansión
En 1934, el ministro de Obras Públicas aprobó la instalación de una plataforma y de un resguardo de pasajeros en esta plataforma, entonces con la categoría de parada. En ese año, la Compañía Nacional de Ferrocarriles, que estaba explotando la Línea del Corgo, construyó un cobertizo para servir de resguardo.

### Cierre
El tramo entre Chaves y Vila Real fue cerrado en 1990.